# 鎮南宮石媽祖廟
24°59′30″N 121°36′54″E / 24.991611°N 121.614983°E
鎮南宮石媽祖廟，或稱鎮南宮石媽祖，舊稱水南宮，是位於臺灣新北市深坑區阿柔里的媽祖廟，建廟起因是祭祀一顆狀似媽祖的石頭，媽祖被稱為「石媽祖」。

## 沿革
傳說台灣清治時期，兩位牧童在王軍寮阿柔村大崙山上發現一塊奇形的石頭。一位認為像是媽祖，大呼「石媽祖」。但另一位牧童認為胡說，即站在石頭頂上小便，結果拐腳不能行動，後經其家長攜他在石前陪罪才告無事，從此以後村莊並動工建一座草房為媽祖棲身。後來台灣日治時期一位福州人劉意來台灣拉車維生，犯罪逃走，在此石跪拜求救。過幾月後，他重回台北從操舊業，生意大告興隆，即將草房改建，命名為「水南宮」。

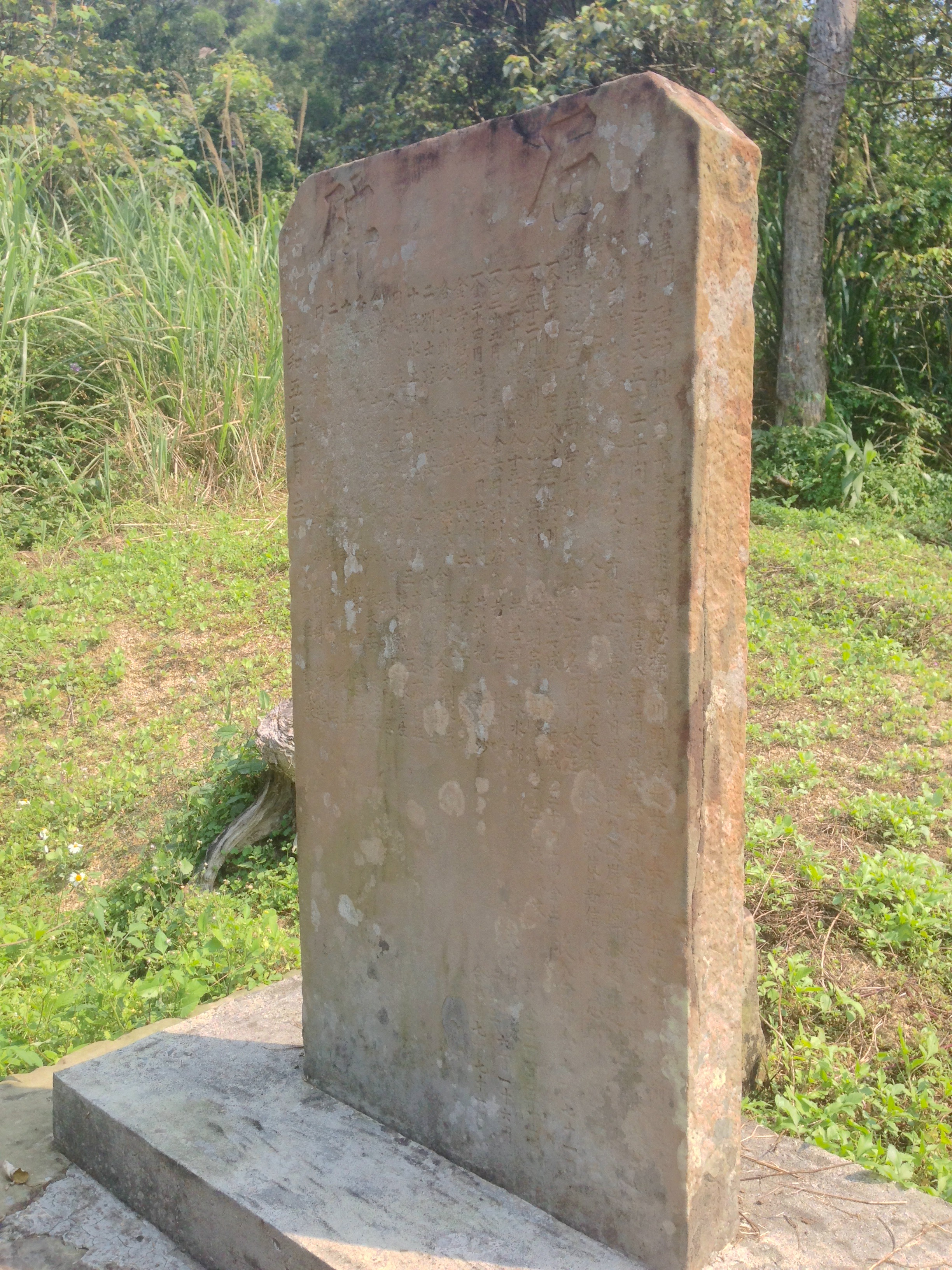
此碑在深坑中正橋往石媽祖登山道路起點不遠處，為此廟信徒立於日治時期。

台灣戰後時期，1948年，廟方降韱說需要石鶴隨駕。數位信者到木柵鄉草湳的高山林裡找到一塊似鶴的石塊，運返大崙山上。
1954年報導時，石媽祖身長三尺，下面還有二萬餘斤大石連接，並塗有油彩。後來信徒在此石上，用三峽陶土塑出媽祖的上半身。之後因常遇雨不退，神像改坐向為坐南朝北，並以取鎮守鄉境之意將廟名改名為「鎮南宮」。

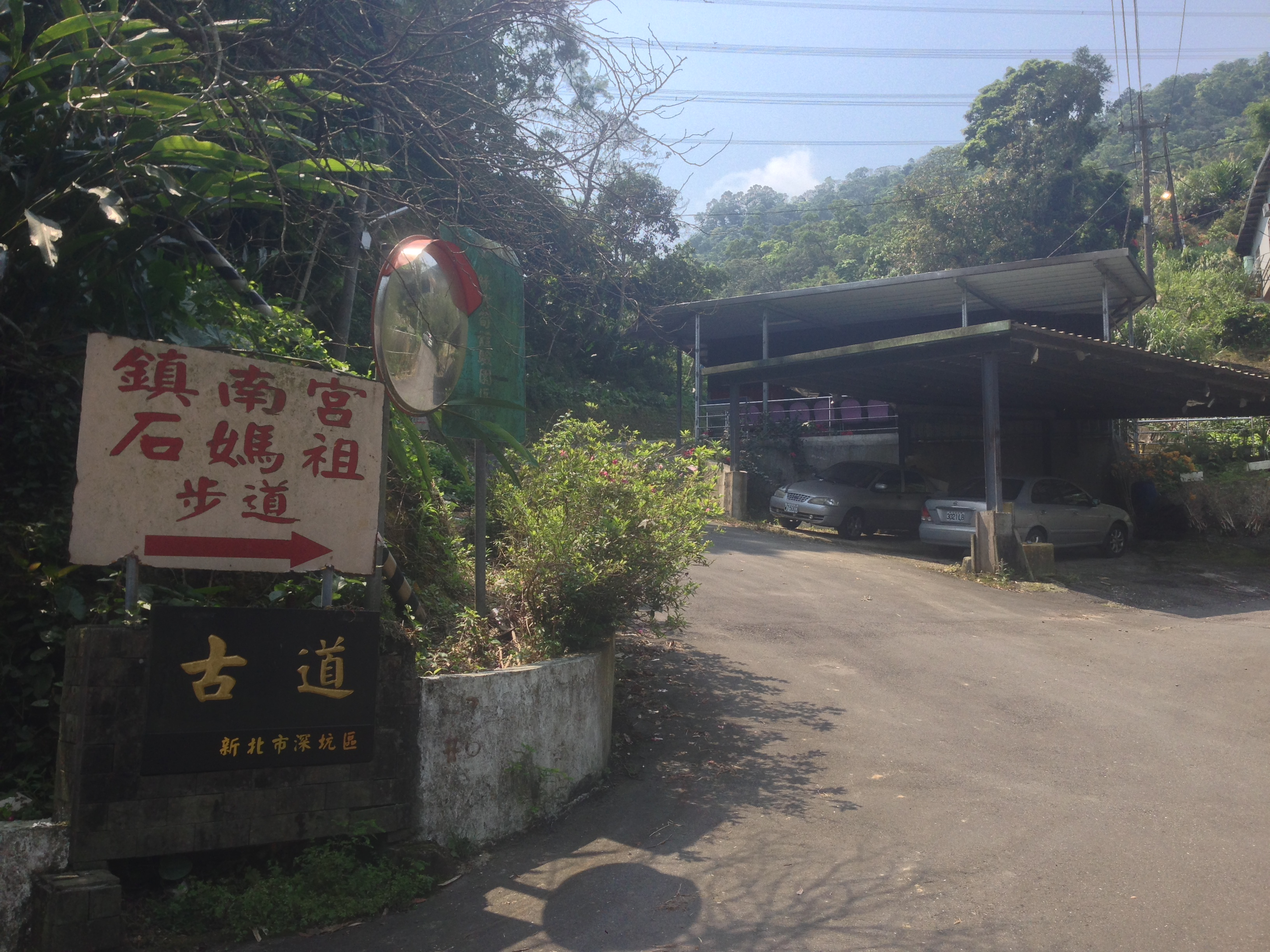
鎮南宮石媽祖步道
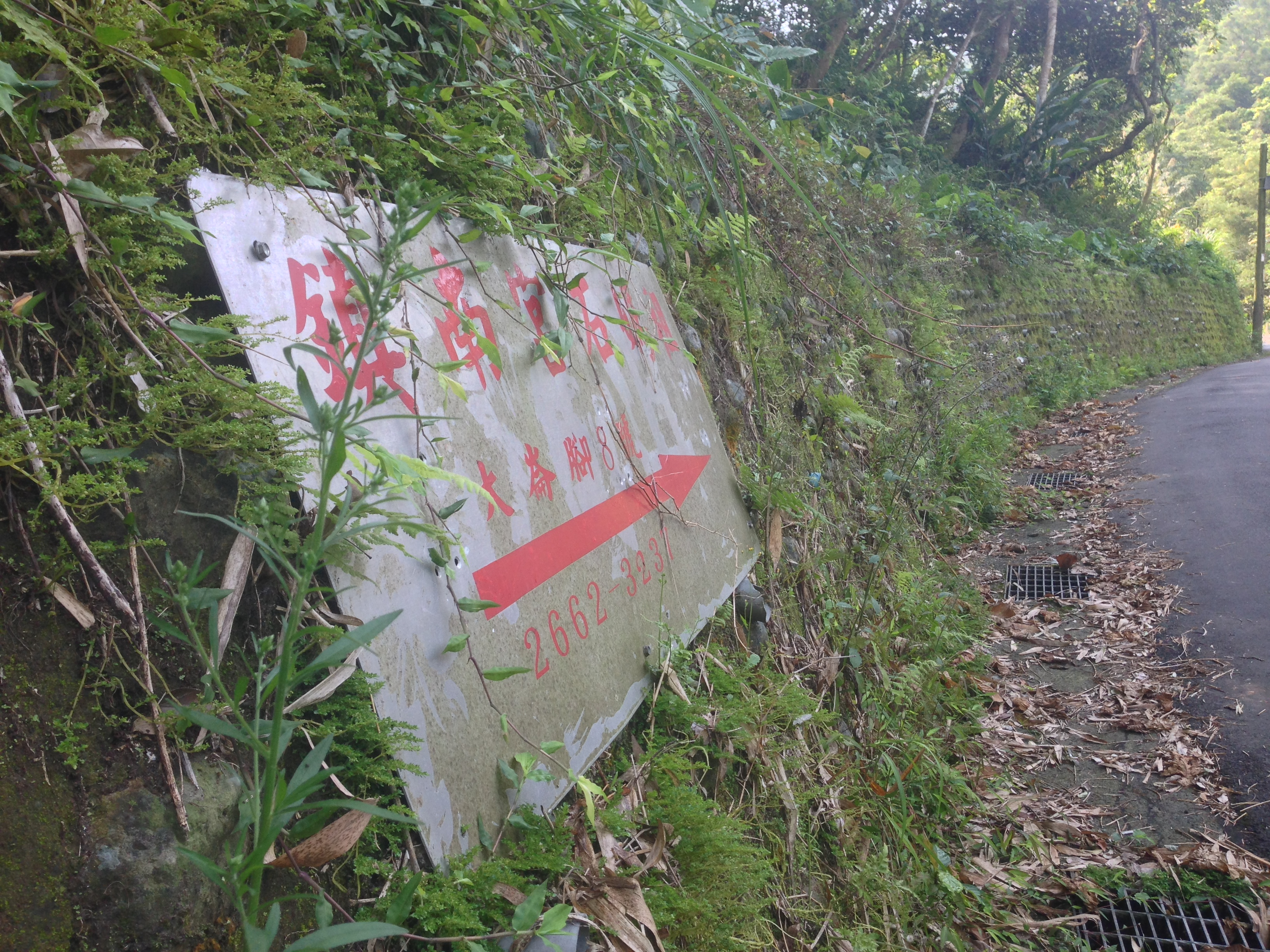
鎮南宮石媽祖指路牌，上有大崙腳8號地址。
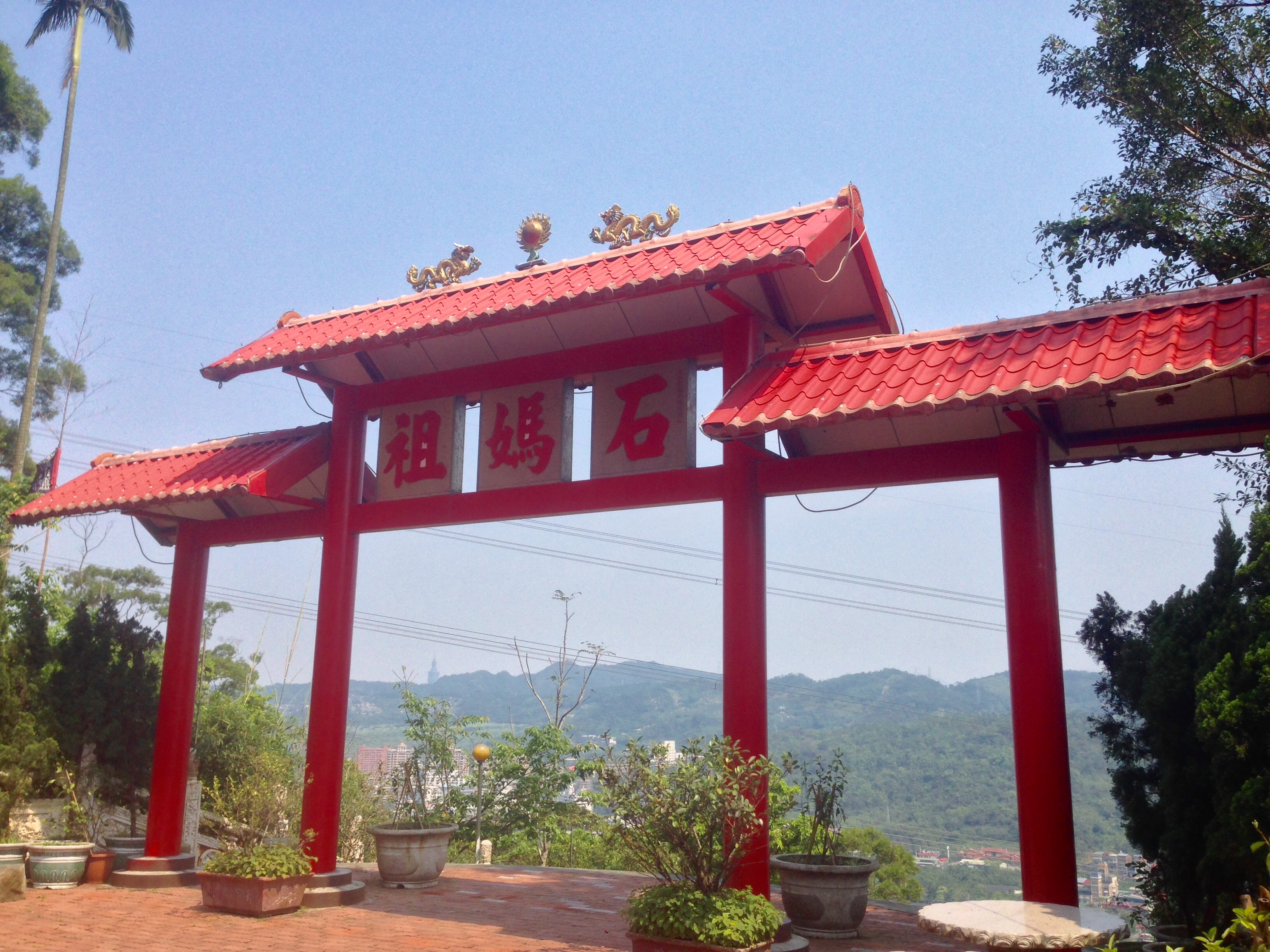
牌坊背面
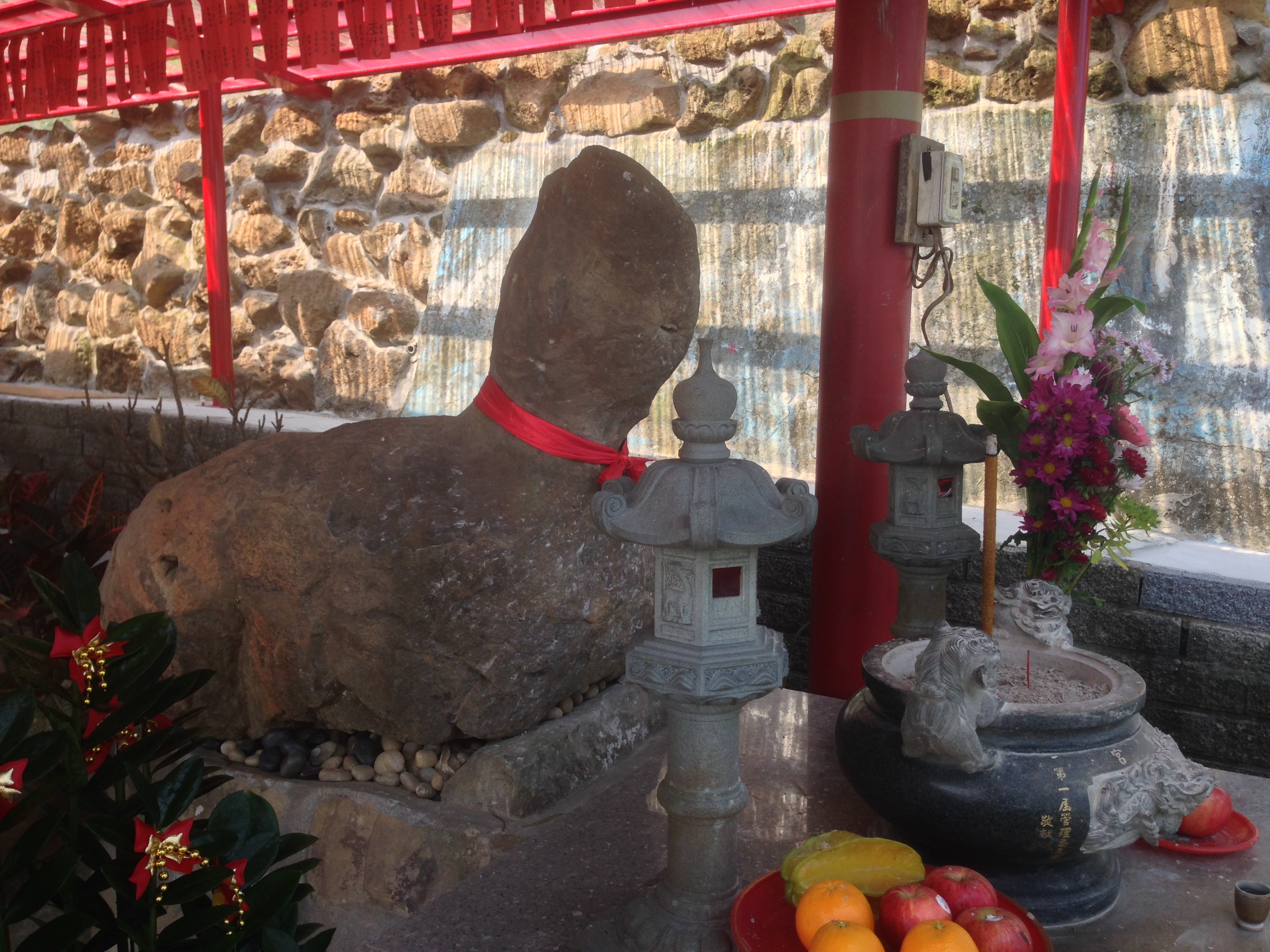
石鶴
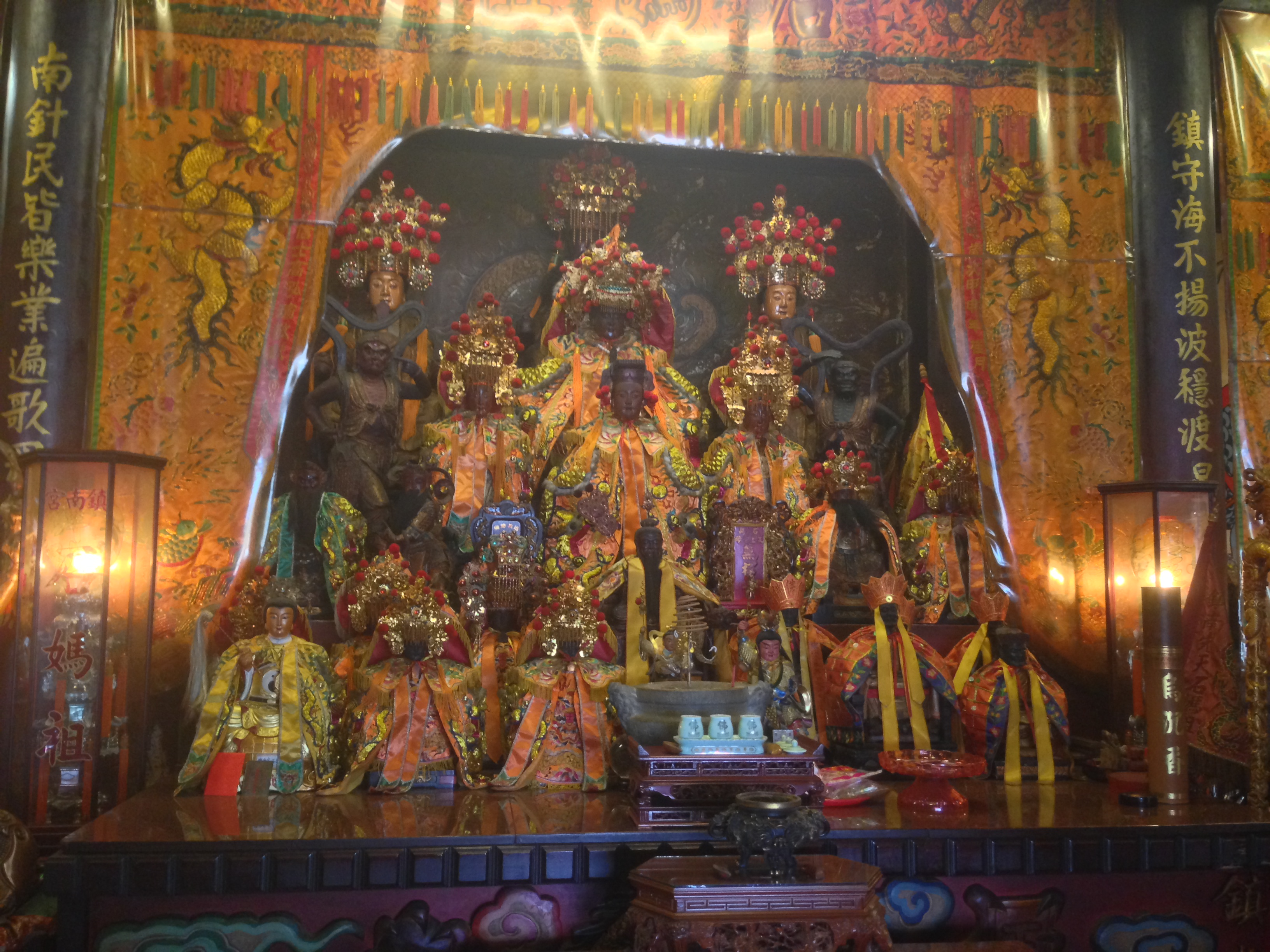
神像

## 其他
在當地有以此廟媽祖為名的深坑豆腐店。